# Yulin (Shaanxi)
Yulin (chinesisch 榆林, Pinyin Yúlín) ist eine bezirksfreie Stadt der Provinz Shaanxi in der Volksrepublik China. Yulin liegt weit im Norden der Provinz und grenzt dort an das Autonome Gebiet Innere Mongolei. Das Verwaltungsgebiet der Stadt hat eine Gesamtfläche von 42.920 km² (davon 42 % Wüste) und 3.624.750 Einwohner (Stand: Zensus 2020).

## Administrative Gliederung
Auf Kreisebene setzt sich Yulin aus zwei Stadtbezirken, einer kreisfreien Stadt und neun Kreisen zusammen. Diese sind (Stand: Zensus 2020):
- (1) Stadtbezirk Yuyang (榆阳区), 6.818 km², 967.639 Einwohner, Zentrum, Sitz der Stadtregierung;
- (2) Stadt Shenmu (神木市), 7.482 km², 571.869 Einwohner;
- (3) Kreis Fugu (府谷县), 3.201 km², 255.397 Einwohner, Hauptort: Großgemeinde Fugu (府谷镇);
- (4) Stadtbezirk Hengshan (横山区), 4.299 km², 283.918 Einwohner;
- (5) Kreis Jingbian (靖边县), 4.973 km², 389.002 Einwohner, Hauptort: Großgemeinde Zhangjiapan (张家畔镇);
- (6) Kreis Dingbian (定边县), 6.825 km², 339.077 Einwohner, Hauptort: Großgemeinde Dingbian (定边镇);
- (7) Kreis Suide (绥德县), 1.853 km², 255.294 Einwohner, Hauptort: Großgemeinde Mingzhou (名州镇);
- (8) Kreis Mizhi (米脂县), 1.168 km², 141.324 Einwohner, Hauptort: Großgemeinde Yinzhou (银州镇);
- (9) Kreis Jia (佳县), 2.028 km², 113.035 Einwohner, Hauptort: Großgemeinde Jialu (佳芦镇);
- (10) Kreis Wubu (吴堡县), 421 km², 53.938 Einwohner, Hauptort: Großgemeinde Songjiachuan (宋家川镇);
- (11) Kreis Qingjian (清涧县), 1.850 km², 115.645 Einwohner, Hauptort: Großgemeinde Kuanzhou (宽洲镇);
- (12) Kreis Zizhou (子洲县), 2.026 km², 138.612 Einwohner, Hauptort: Großgemeinde Shuanghuyu (双湖峪镇).

## Geschichte
Yulin war Gastgeber der 11. Konferenz CHIME (European Foundation for Chinese Music Research) im August 2006.

## Kultur

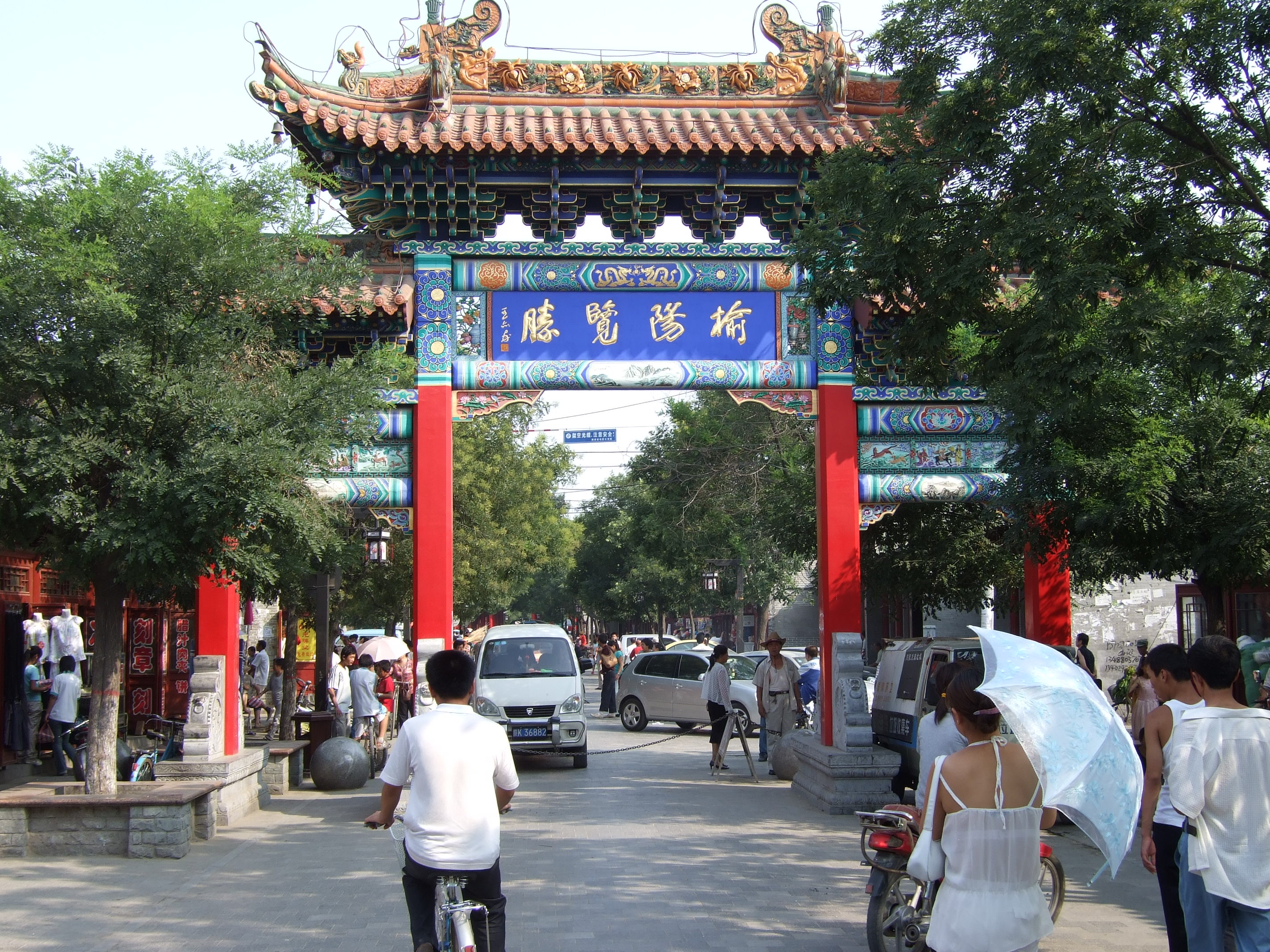
Hauptstraße von Yulin

Durch die relative Isolierung blieb eine beträchtliche Menge der klassischen Architektur in der Stadt erhalten. Kulturelle Relikte sind z. B. der „Zhenbeitai-Wachturm“, gebaut während der Ming-Dynastie, und die „Rotstein-Schlucht“, eine Schlucht mit Grotten mit buddhistischer Kunst. Außerdem stehen die Stadtmauer von Yulin aus der Ming-Dynastie, die Song-, Ming- und Qing-zeitlichen Ruinen von Dailaicheng, und die Han-zeitliche Grabanlage Zoumaliang auf der Liste der Denkmäler der Volksrepublik China. Darüber hinaus sind Teile der alten Großen Mauer, gebaut während der Qin-Dynastie, verstreut in der Umgebung der Stadt zu finden.
In Yulin wird Jin gesprochen.